# Wapen van Chihuahua
Het wapen van Chihuahua is het officiële symbool van de Mexicaanse staat Chihuahua en staat centraal in de vlag van Chihuahua.
Het bestaat uit een puntig schild met een rode rand en valt vanwege deze vorm op tussen de andere Mexicaanse staatswapens. Boven in de rode rand staat de naam van de staat afgekort; dit is het enige verschilpunt met het wapen van de staatshoofdstad Chihuahua dat hier de tekst Sn Phe el Rl de Chih (San Phelipe el Real de Chihuahua) toont. In de rest van de rand staat het staatsmotto Valentía, Lealtad, Hospitalidad. Links- en rechtsboven in de rand staat een gestileerde weergave van een bloem van de appelboom.
Binnen de rand is het schild in drie delen verdeeld, die van elkaar gescheiden worden door laurierbladeren. Bovenin staan de drie heuvels die het stadsbeeld van de stad Chiahuahua bepalen afgebeeld, onder een blauwe lucht. Het midden is volgens het schaakbordpatroon verdeeld in acht rode en acht witte vakken. Dit verwijst naar de acht voor- en acht tegenstemmen bij de stemming in 1709 onder kolonisten over de vraag of de stad Chihuahua gesticht moest worden op de huidige locatie. Op de voorgrond staan een Spaanse kolonist en een Tarahumara-indiaan. Onderin staat op een blauwe achtergrond de kathedraal in de hoofdstad afgebeeld.